# Чаплыжная
Чаплыжная — река, левый приток Кумылги, протекает в одноимённой балке по территории Алексеевского района и городского округа Михайловка Волгоградской области России. Длина реки — 20 км, площадь водосборного бассейна — 234 км². Годовой сток — 0,0013 км³. Расход воды — 0,04 м³/c.

## Описание
Чаплыжная начинается южнее хутора Сеничкин. Генеральным направлением течения реки является северо-запад. Около урочища Черкесовское (бывший хутор Черкесов) к югу от хутора Шарашенский впадает в Кумылгу.

## Данные водного реестра
По данным государственного водного реестра России относится к Донскому бассейновому округу, водохозяйственный участок реки — Хопёр от впадения реки Ворона и до устья, без рек Ворона, Савала и Бузулук, речной подбассейн реки — Хопер. Речной бассейн реки — Дон (российская часть бассейна).
Код объекта в государственном водном реестре — 05010200512107000007872.